# Фалерна
Фалерна (італ. Falerna, сиц. Falerna) — муніципалітет в Італії, у регіоні Калабрія,  провінція Катандзаро.
Фалерна розташована на відстані близько 450 км на південний схід від Рима, 40 км на захід від Катандзаро.
Населення — 4057 осіб (2014).
Покровитель — S. Tommaso d'Aquino.

## Демографія
Населення за роками:

Станом на 1 січня 2023 року в муніципалітеті офіційно проживало 449 іноземців з 42 країн, серед них 53 громадяни країн Євросоюзу та 11 громадян України.

## Сусідні муніципалітети
- Джиццерія
- Ламеція-Терме
- Ночера-Теринезе